# Репешок волосистый
Репешок волосистый (лат. Agrimonia pilosa) — многолетнее травянистое растение, вид рода Репешок семейства Розовые (Rosaceae). Внешне похож на репешок обыкновенный, но между растениями имеются небольшие различия.

## Ботаническое описание
Травянистый многолетник 25-100 см высотой. Стебель тонкий и прямой, покрыт длинными оттопыренными волосками (трихомами).
Имеет прикорневые и стеблевые листья; прикорневые отмирают ко времени цветения. Один сложный лист достигает от 6 до 16 см в длину и от 5 до 9 см в ширину, черешки как и стебель опушены. В его составе 5-7 (9) листочков, каждый 2-6(7) см в длину и 1-3 см в ширину. По форме — ромбические или изредка обратно-яйцевидные, на конце заострённые или иногда тупые. В отличие от листочков репешка обыкновенного, они клиновидно-суженные к основанию и у основания цельнокрайные (не имеют зубчиков). Остальная часть листа покрыта крупными зубцами.
Соцветие — колосовидная кисть, состоит из небольших жёлтых цветков с пятью лепестками и пятью чашелистиками.
Плод — одноорешек.

## Распространение и экология
Распространён по территориям Южной и Северной Кореи, Японии, Китая и России.
Растёт в лиственных, хвойных и смешанных лесах, в рощах, на опушках и полянах, в зарослях кустарников, по берегам рек и озёр, на лугах, в оврагах, по берегам дорог. Может вырастать на месте гари.

## Классификация

### Таксономическое положение
- Agrimonia pilosa Ledeb., 1823, Index Seminum (TU, Dorpatensis) 1823 (Suppl.): 1

Вид Репешок волосистый включается в род Репешок (Agrimonia) семейства Розовые (Rosaceae) порядка Розоцветные (Rosales), последовательно входящего в более крупные клады Фабиды → Розиды → Суперрозиды → Эвдикоты → Цветковые растения. Таксономическая схема в соответствии с Системой APG IV по состоянию на июнь 2024 года:
|  |                          |  |                                   |                                   |                   |  | еще 8 семейств | еще 8 семейств |                        |  |                         |  | еще 22 подтвержденных вида и 40 видов, ожидающих подтверждения | еще 22 подтвержденных вида и 40 видов, ожидающих подтверждения |  |
|  |                          |  |                                   |                                   |                   |  | еще 8 семейств | еще 8 семейств |                        |  |                         |  | еще 22 подтвержденных вида и 40 видов, ожидающих подтверждения | еще 22 подтвержденных вида и 40 видов, ожидающих подтверждения |  |
|  |                          |  |                                   | порядок Розоцветные               |                   |  |                |                | род Репешок            |  |                         |  |                                                                |                                                                |  |
|  |                          |  |                                   | порядок Розоцветные               |                   |  |                |                | род Репешок            |  | 3 внутривидовых таксона |  |                                                                |                                                                |  |
|  | клада Цветковые растения |  |                                   |                                   | семейство Розовые |  |                |                | вид Репешок волосистый |  |                         |  |                                                                |                                                                |  |
|  | клада Цветковые растения |  |                                   |                                   |                   |  |                |                |                        |  |                         |  |                                                                |                                                                |  |
|  |                          |  | ещё 63 порядка цветковых растений | ещё 63 порядка цветковых растений |                   |  |                | еще 116 родов  | еще 116 родов          |  |                         |  |                                                                |                                                                |  |
|  |                          |  |                                   | ещё 63 порядка цветковых растений |                   |  |                |                | еще 116 родов          |  |                         |  |                                                                |                                                                |  |

### Внутривидовые таксоны
- Agrimonia pilosa var. nepalensis (D.Don) Nakai
- Agrimonia pilosa var. pilosa
- Agrimonia pilosa var. succapitata Naruh.

### Синонимы
- Agrimonia dahurica var. pilosa (Ledeb.) Wallr.
- Agrimonia davurica Schlecht.pat. ex Ledeb.
- Agrimonia eupatoria auct.
- Agrimonia eupatoria subsp. davurica (Willd. ex Ser.) Kuntze
- Agrimonia eupatoria var. dahurica Fisch. ex Link
- Agrimonia eupatoria var. daurica Iinuma
- Agrimonia eupatoria var. davurica Link
- Agrimonia eupatoria var. pilosa (Ledeb.) Klinge
- Agrimonia gotectiana auct.
- Agrimonia pilosa f. davurica Nakai
- Agrimonia pilosa f. typica Nakai
- Agrimonia striata subsp. pilosa (Ledeb.) Rumjantsev
- Agrimonia viscidula Bunge
- Agrimonia zeylandica Hand.-Mazz.